# Bryoria nitidula
Bryoria nitidula — лишайник родини пармелієвих (Parmeliaceae) порядку леканоральних (Lecanorales).

## Поширення
Вид широко поширений в арктичній і субарктичній тундрі в Північній Європі, Північній Азії та на півночі Північній Америці.